# Список министров общественных работ Чехословакии
Это список министров общественных работ Чехословакии, который содержит хронологический список всех членов правительства Чехословакии, работающих в этой должности (в том числе исполняющий обязанности министров в правительствах Чехословакии с официальным названием должности, как министр общественных работ).

## Министры общественных работ Чехословацкой Республики в 1918—1939 годах
| #  | Имя                | Годы жизни                        | Партия                                                                 | Правительства                            | Период в должности                  | Примечания |
| -- | ------------------ | --------------------------------- | ---------------------------------------------------------------------- | ---------------------------------------- | ----------------------------------- | ---------- |
| 1  | Франтишек Станек   | 14 ноября 1867 — 19 июня 1936     | Республиканская партия земледельческого и мелкокрестьянского населения | Карела Крамаржа                          | 14 ноября 1918 — 8 июля 1919        |            |
| 2  | Антонин Гампл      | 12 апреля 1874 — 17 мая 1942      | Чехословацкая социал-демократическая рабочая партия                    | 1. Властимила Тусара                     | 8 июля 1919 — 25 мая 1920           |            |
| 3  | Богуслав Врбенский | 30 марта 1882 — 25 ноября 1944    | Чехословацкая национал-социалистическая партия                         | 2. Властимила Тусара                     | 25 мая 1920 — 15 сентября 1920      |            |
| 4  | Франтишек Коваржик | 25 сентября 1865 — 21 июля 1942   | беспартийный                                                           | 1. Яна Чернего                           | 15 сентября 1920 — 26 сентября 1921 |            |
| 5  | Алоис Тучный       | 4 июня 1881 — 10 апреля 1940      | Чехословацкая национал-социалистическая партия                         | Эдварда Бенеша                           | 26 сентября 1921 — 7 октября 1922   |            |
| 6  | Антонин Срба       | 3 июня 1879 — 13 августа 1943     | Чехословацкая социал-демократическая рабочая партия                    | 1. Антонина Швеглы                       | 7 октября 1922 — 9 декабря 1925     |            |
| 7  | Рудольф Млчох      | 17 апреля 1880 — 8 апреля 1948    | Чехословацкая торгово-купеческая партия среднего класса                | 2. Антонина Швеглы                       | 9 декабря 1925 — 18 марта 1926      |            |
| 8  | Вацлав Роубик      | 12 декабря 1872 — ???             | беспартийный                                                           | 2. Яна Чернего                           | 18 марта 1926 — 12 октября 1926     |            |
| 9  | Франц Спина        | 5 октября 1868 — 17 сентября 1938 | Союз немецких фермеров                                                 | 3. Антонина Швеглы 1. Франтишека Удржала | 12 октября 1926 — 7 декабря 1929    |            |
| 10 | Ян Досталек        | 28 апреля 1883 — 21 марта 1955    | Чехословацкая народная партия                                          | 2. Франтишека Удржала 1. Яна Малипетра   | 7 декабря 1929 — 14 февраля 1934    |            |
| 11 | Людвиг Чех         | 14 февраля 1870 — 20 августа 1942 | Немецкая социал-демократическая рабочая партия в Чехословакии          | 2. Яна Малипетра                         | 14 февраля 1934 — 4 июня 1935       |            |
| 12 | Ян Досталек        | 28 апреля 1883 — 21 марта 1955    | Чехословацкая народная партия                                          | 3. Яна Малипетра                         | 4 июня 1935 — 5 ноября 1935         |            |
| 13 | Людвиг Чех         | 14 февраля 1870 — 20 августа 1942 | Немецкая социал-демократическая рабочая партия в Чехословакии          | 1. Милана Годжы                          | 5 ноября 1935 — 18 декабря 1935     |            |
| 14 | Ян Досталек        | 28 апреля 1883 — 21 марта 1955    | Чехословацкая народная партия                                          | 2. Милана Годжы 3. Милана Годжы          | 18 декабря 1935 — 22 сентября 1938  |            |
| 15 | Франтишек Носаль   | 7 апреля 1879 — 27 июля 1963      | беспартийный                                                           | 1. Яна Сырового                          | 22 сентября 1938 — 4 октября 1938   |            |
| 16 | Карел Гусарек      | 31 января 1893 — 26 июля 1972     | беспартийный                                                           | 2. Яна Сырового                          | 4 октября 1938 — 1 декабря 1938     |            |
| 17 | Доминик Чипера     | 3 августа 1893 — 3 сентября 1963  | беспартийный                                                           | 1. Рудольфа Берана                       | 1 декабря 1938 — 15 марта 1939      |            |

## Министр общественных работ правительства в изгнании
| # | Имя       | Годы жизни                        | Партия                                                                 | Правительства  | Период в должности             | Примечания                                       |
| - | --------- | --------------------------------- | ---------------------------------------------------------------------- | -------------- | ------------------------------ | ------------------------------------------------ |
| 1 | Ян Лихнер | 17 февраля 1897 — 16 октября 1979 | Республиканская партия земледельческого и мелкокрестьянского населения | 2. Яна Шрамека | 12 ноября 1942 — 5 апреля 1945 | Министр сельского хозяйства и общественных работ |

## Источник
- Historie minulých vlád